# Richard Yates
Richard Yates (3 februari 1926 - 7 november 1992) was een Amerikaans auteur.
Yates werd geboren in Yonkers, New York. Zijn ouders scheidden van elkaar toen hij drie jaar oud was, en de rest van zijn jeugd is hij veelvuldig verhuisd naar verschillende gemeentes. Hij vocht in de Tweede Wereldoorlog in Frankrijk en Duitsland. Midden 1946 keerde hij terug naar New York. Hij werd journalist, speechschrijver en werkte kort als copywriter in de reclame. Yates debuteerde in 1961 met Revolutionary Road, dat na zijn dood verfilmd zou worden door Sam Mendes.
Hoewel zijn debuut lovend werd ontvangen en het genomineerd werd voor de National Book Award, werd het werk van Yates tijdens zijn leven nooit een bestseller. Na zijn dood in 1992 nam de aandacht voor zijn werk vanaf 1999 toe na publicatie van een essay over zijn leven.  